# إليزابيث فارغاس
إليزابيث فارغاس (بالإنجليزية: Elizabeth Vargas)‏ هي صحفية أمريكية، ولدت في 6 سبتمبر 1962 في باترسون في الولايات المتحدة.

## وصلات خارجية
- إليزابيث فارغاس على موقع IMDb (الإنجليزية)
- إليزابيث فارغاس على موقع الموسوعة البريطانية (الإنجليزية)
- إليزابيث فارغاس على موقع إن إن دي بي (الإنجليزية)
- إليزابيث فارغاس على موقع قاعدة بيانات الفيلم (الإنجليزية)